# Mr. Children
Mr. Children (ミスターチルドレン?, Misutā Chirudoren), comunemente chiamati "Misuchiru" (ミスチル?), è un gruppo musicale J-Rock giapponese formato nel 1988 da Kazutoshi Sakurai, Kenichi Tahara, Keisuke Nakagawa e Hideya Suzuki. Sono uno dei gruppi rock di maggior successo del Giappone, con oltre cinquanta milioni di dischi venduti nel corso della loro carriera e la nascita del "Misuchiru Phenomenon" (ミスチル現象?) durante gli anni novanta. Il gruppo detiene il record per il miglior debutto di un singolo in Giappone, con 1.2 milioni di copie vendute del loro decimo singolo Namonaki Uta (名もなき詩?),. Il gruppo ha avuto inoltre trenta singoli consecutivi alla prima posizione della classifica Oricon dei singoli più venduti in Giappone, ed hanno preso il posto dei Glay come gruppo maschile ad aver avuto il maggior numero di album alla prima posizione della classifica degli album più venduti. Nel 1994 hanno vinto il Japan Record Award per Innocent World e nel 2004 per Sign. Al 2010, i Mr. Children hanno pubblicato tredici album studio e trentaquattro singoli, oltre a tre compilation, un album live, e quindici pubblicazioni per l'home video. La musica del gruppo è principalmente composta e scritta dal cantante Sakurai, ad eccezione dei brani Asia e #2601 presenti sull'album Atomic Heart e Discovery composti da Suzuki, senza contare le occasionali collaborazioni del produttore Takeshi Kobayashi.

## Formazione
- Kazutoshi Sakurai – cantante principale, chitarra elettrica
- Kenichi Tahara – chitarra, cori
- Keisuke Nakagawa – basso, cori
- Hideya Suzuki – batteria, cori

## Discografia
- 1992 – Everything
- 1992 – Kind of Love
- 1993 – Versus
- 1994 – Atomic Heart
- 1996 – Shinkai
- 1997 – Bolero
- 1999 – Discovery
- 2000 – Q
- 2002 – It's a Wonderful World
- 2004 – Shifuku no Oto
- 2005 – I Love U
- 2007 – Home
- 2008 – Supermarket Fantasy
- 2010 – Sense
- 2012 – (An Imitation) Blood Orange
- 2015 – REFLECTION